# Maj Janža
Maj Janža (* 8. Dezember 2003) ist ein slowenischer Sprinter, der sich auf den 400-Meter-Lauf spezialisiert hat.

## Sportliche Laufbahn
Erste Erfahrungen bei internationalen Meisterschaften sammelte Maj Janža im Jahr 2021, als er bei den U20-Europameisterschaften in Tallinn mit der slowenischen 4-mal-400-Meter-Staffel im Vorlauf disqualifiziert wurde. 2025 gewann er bei den Balkan-Hallenmeisterschaften in Belgrad in 3:11,38 min die Silbermedaille mit der Staffel hinter dem türkischen Team. Im Juli schied er bei den U23-Europameisterschaften in Bergen mit 46,77 s im Halbfinale über 400 Meter aus. Kurz darauf kam er bei den World University Games in Bochum mit 47,59 s nicht über den Vorlauf hinaus.
2024 wurde Janža slowenischer Hallenmeister in der 4-mal-400-Meter-Staffel.

## Persönliche Bestleistungen
- 400 Meter: 46,70 s, 17. Juli 2025 in Bergen
  - 400 Meter (Halle): 48,05 s, 25. Januar 2025 in Novo Mesto